# Rimma Zhukova
Rimma Zhukova, née le 14 mars 1925 à Sverdlovsk et morte le 5 avril 1999, est une patineuse de vitesse soviétique.

## Carrière
Aux Championnats du monde toutes épreuves de patinage de vitesse, Rimma Zhukova obtient la médaille d'or en 1955 à Kuopio, la médaille d'argent en 1953 à Lillehammer, en 1954 à Östersund et en 1956 à Kvarnsveden et la médaille de bronze en 1949 à Kongsberg et en 1950 à Moscou.